# Olivier Bosch
Olivier Bosch, né le 30 juillet 1959, est un pilote de rallye français.

## Biographie
Il dirige actuellement une société de vente de pneumatiques dans les Alpes-Maritimes (FB Rallye).

## Palmarès

### Titre
- Champion de France des rallyes Terre: 1994, sur Lancia Delta HF Intégrale;

### Victoires en championnat de France des rallyes Terre
- Rallye Terre des Cardabelles: 1994, copilote Gérard Niforos sur Lancia Delta;
- Rallye Terre de Provence: 1994, copilote G. Niforos sur Lancia Delta.

## Liens
- Olivier Bosch sur www.rallybase.nl;
- Olivier Bosch sur www.ewrc-results.com.